# 賴世隆
賴世隆（1402年—？），字德受，福建汀州府清流縣人，明朝政治人物。進士出身。

## 生平
順天府鄉試第九名。宣德五年（1430年）丁丑科會試第八十七名，殿試登進士第二甲第二十一名，擔任翰林院編修。

## 家族
曾祖父賴季宗。祖父賴復興。父亲賴添貴，曾任任伴讀。